# Джордж Кокран
Джордж Кокран (ісп. Crokran), — баскський футболіст англійського походження, зачинатель клубу «Атлетик» з Більбао. Грав в атакувальній ланці команди, учасник фіналу першого Кубка дель Рей.

## Життєпис
Місце й дата народження Джорджа Кокрана невідомі. Футбольні статистики відшукали згадки про нього, як мешканця передмістя Більбао, очевидно він був з-поміж тих численних емігрантів, що приїхали на узбережжя Бізкаї в пошуках долі та заробітків. 
Один з перших футболістів новостворених баскських команд на початку ХХ століття. Був в числі 33 сосіос (співзасновників) футбольного клубу, в 1901 році, на перших історичних зборах в кафе « García de la Gran Vía».
В 1903 та 1904 роках здобував тогочасний головний трофей іспанського футболу Кубок Короля (Кубок дель Рей). Брав участь у виставкових та товариських іграх команди, а також провів 4 гри на офіційному рівні (в фінальній стадії Кубка Іспанії).
Подальша футбольна доля Кокрана мало висвітлена, хіба що відомо, що він стояв в зародку рідного клубу, в передмісті Більбао — Португалете.